# Astragalus englerianus
Astragalus englerianus är en ärtväxtart som beskrevs av Oskar Eberhard Ulbrich. Astragalus englerianus ingår i släktet vedlar, och familjen ärtväxter. Inga underarter finns listade i Catalogue of Life.